# Hiyama (phó tỉnh)
Hiyama (檜山振興局 Hiyama-shinkō-kyoku) là phó tỉnh của Hokkaidō, Nhật Bản. Tính đến ngày 1 tháng 10 năm 2020, dân số ước tính của phó tỉnh là 33.609 người và mật độ dân số là 13 người/km2. Tổng diện tích phó tỉnh là 2.629,88 km2.

## Hành chính
| Tên                           | Tên      | Diện tích (km2) | Dân số | Huyện    | Bản đồ |
| Rōmaji                        | Kanji    | Diện tích (km2) | Dân số | Huyện    | Bản đồ |
| ----------------------------- | -------- | --------------- | ------ | -------- | ------ |
| Assabu                        | 厚沢部町 | 460,58          | 3.884  | Hiyama   |        |
| Esashi (trung tâm hành chính) | 江差町   | 109,57          | 8.117  | Hiyama   |        |
| Imakane                       | 今金町   | 568,14          | 5.575  | Setana   |        |
| Kaminokuni                    | 上ノ国町 | 547,58          | 5.161  | Hiyama   |        |
| Okushiri                      | 奥尻町   | 142,98          | 2.812  | Okushiri |        |
| Otobe                         | 乙部町   | 162,55          | 3.925  | Nishi    |        |
| Setana                        | せたな町 | 638,67          | 8.501  | Kudō     |        |